# Bành Sơn
Bành Sơn (chữ Hán giản thể: 彭山区, Hán Việt: Bành Sơn khu) là một quận thuộc địa cấp thị Mi Sơn, tỉnh Tứ Xuyên, Cộng hòa Nhân dân Trung Hoa. Quận Bành Sơn có diện tích 465 km2, dân số năm 2002 là 320.000 người.
Bình Sơn được chia thành 9 trấn: Phượng Minh, Giang Khẩu, Hoàng Phong, Thanh Long, Quan Âm, Công Nghĩa, Bành Khê, Linh Thạch, Tạ Gia và 4 hương: Vũ Dương, Bảo Thắng, Nghĩa Hòa, Hoàng Lăng.